# Megurine Luka
Luka Megurine (巡音ルカ Megurine Luka - CV03) és un banc de veu estrenat el 30 de gener de 2009 per VOCALOID2 de Crypton Future Media. El seu cognom combina Meguri (巡, circular o al voltant) i Ne (音, so), mentre que el nom Luka invoca les paraules homònimes japoneses de« Nagare» (流, flux) i «ca» (歌, cançó) o «ca» (香, olor), la qual cosa fa «cançons a tothom a mesura que corre aroma». Yuu Asakawa (浅川 悠) va prestar la seva veu per a aquest personatge.
Un segon Producte del CV03, MEGURINE LUKA V4X, va ser posat en venda el 19 de març de 2015 per VOCALOID4 amb sis llibreries completament renovades igual inclou noves funcions I.V.I.C.（Enhanced Voice Expression Control), compatibilitat amb els paràmetres GWL (Growl - Grunyit) i XSY (Cross-Synthesis).

## Història
La seva introducció va ser en primer lloc, pel codi (CV03), i la seva existència va ser donada a conèixer durant les promocions del debut dels Kagamine i estava destinada a ser l'última dels vocals de la serie CV, el gener de 2009 la primera lletra del seu cognom va ser revelat amb la promesa de més informació per venir. El 6 de gener del mateix any, Megurine Luka va sortir a la llum. Igual que els seus dos anteriors personatges, Crypton va anunciar la base de dades vocals Luka com a «japonès».
No obstant això, igual que amb Rin Kagamine, un segon voicebank es va mostrar poc abans del seu llançament que li va donar capacitat per cantar en anglès. Al moment de l'aparició de Luka, va haver-hi un alt creixement en l'interès en la parla d'anglès en els Vocaloid. Luka ofereix els dos idiomes pel preu d'un als usuaris japonesos de Vocaloid, donant-los l'oportunitat de provar les seves habilitats capaces en anglès. El seu voicebank en anglès es va produir en una sèrie d'enregistraments experimentals. El procés d'enregistrament es va dur a terme durant 8 mesos per produir el voicebank.
Crypton va escollir el seu nom per expressar la seva esperança que vagi més enllà de les fronteres i barreres culturals. Luka va ser dissenyada per l'il·lustrador japonès Kei, que havia creat prèviament els dissenys de Miku Hatsune i els Kagamine. No obstant això, a diferència dels personatges anteriors de la sèrie, el seu vestit no es basa en un uniforme escolar. Només uns dies després del seu llançament, es van produir moltes cançons amb la seva veu. En el top 70° setmanal de Vocaloid (02 de febrer 2009), moltes de les cançons de Luka va aparèixer en el Top 30, copejant fortament a la Diva més coneguda d'aquest programa Hatsune Miku.
Demostració
Afternoon Sunshine
Starry Sky and Snow Ball
Poison Apple & Cinderella (Full Ver.)

### Actualització
Luka és un dels actuals membre de la sèrie de caràcters de veu per rebre un append. L'enregistrament va començar a principis de 2011 per Megurine Luka Append. Es va confirmar que el projecte començarà recentment acabats MEIKO i KAITO. S'han publicat en internet varis donem de versions beta per a aquest programari. El primer ús comercial de Luka Append és en l'àlbum «VOCALOID民族調曲集», ella canta únicament la cançó «星空と雪の舞踏会 (Zeal mix) / このり». Més tard VOCALOID APPEND va usar la versió beta de l'Append de Luka. Un vídeo amb les mostres de l'àlbum VOCALOID APPEND es va pujar el 17 de desembre de 2011.
Amb l'arribada de VOCALOID3, Megurine Luka Append va ser cancel·lat per realitzar nous enregistraments amb el nou programari. Per a desembre de 2013 va ser revelat que estaven treballant als bancs de veu per Megurine Luka V3. A més, també es va confirmar un banc de veu «Power».
El 30 de gener de 2014 (el seu cinquè aniversari) Crypton va revelar que Megurine Luka V3 havia passat de fase alfa a fase beta i que estan planejant fer la seva veu una mica més flexible. Mesos després, es va donar a conèixer el seu segon banc de veu, «Whisper». Més informació es donaria a conèixer en la Miku Expo 2014, que es va dur a terme a la ciutat de Nova York. Una banda que tocaria en la convenció, va practicar amb el voicebank en anglès de Megurine Luka V3. També es va comentar que els seus nous voicebank serien posats en venda a principis de 2015. El 10 d'octubre, Crypton va publicar la silueta del que seria «Megurine Luka V3». El 07 de novembre, la pàgina de Crypton per les seves Vocaloid es va modificar per mostrar nova informació sobre ella, a més de revelar les seves noves veus.

### Megurine Luka V4X
No obstant això, al moment d'anunciar el nou editor de VOCALOID4 el 20 de novembre de 2014, es va confirmar que en realitat els seus bancs de veu serien realitzats amb dita editora i, a més, es va mostrar el seu disseny.
Compta amb sis bancs de veu, ja que ella és bilingüe se li va donar dues expressions per a cada idioma, els bancs per idioma poden barrejar-se amb la funció Cross-Synthesis. Les expressions són Hard i Soft (amb i sense EVEC) per al Japonès i per a l'idioma anglès; Straight i Soft. La funció I.V.I.C. conté dues respiracions (curta i llarga), quatre nivells d'extensió en les consonants i 9 "colors de veus", dels quals es van descartar: Power3, Double i Closed.
Els colors per als seus bancs I.V.I.C. són: Whisper, Soft, Husky, Native, Power1, Power2, Cute, Dark i Falsetto.
LUKA V4X va ser alliberada el 19 de març de 2015 per VOCALOID4.
Demostració
Sugarvine(Short Veure.)
r. i. p.=RELEASE(Short Veure.)

## Disseny del Personatge
L'aparença de Luka Megurine són ulls color blau safir i cabell llarg rosa fins a la seva esquena baixa, amb una alçada d'1.78 cm, la seva vestimenta es basa en els colors negre i daurat. En el seu braç esquerre té una marca que diu 03 en vermell i a baix diu Luka. Té una brusa sense mànigues negra amb brodats daurats amb unes xarxes en les espatlles. Amb una faldilla per sota dels genolls negra amb les ribes daurades i oberta dels dos costats, té unes botes daurades amb cordons negres i amb unes mitjanes negres a la meitat de les cuixes, té una màniga daurada en el seu braç dret com les de Miku i els Kagamine.

## Versions
| Paquet            | Llibreria    | Gènero musical recomendat                         | Tempo recomendado | Tessitura vocal |
| ----------------- | ------------ | ------------------------------------------------- | ----------------- | --------------- |
| Megurine Luka     | JAP          | Latin, Jazz, Ethno Pop, House, Dance, Electrónica | 65-145BPM         | D3-D5           |
| Megurine Luka     | ENG          | Latin, Jazz, Ethno Pop, House, Dance, Electrónica | 60-145BPM         | D3-D5           |
| MEGURINE LUKA V4X | Hard         | Jazz, Pop, Dance, Electrónica                     | 50-170BPM         | E2-F4           |
| MEGURINE LUKA V4X | Hard EVEC    | Jazz, Pop, Dance, Electrónica                     | 50-170BPM         | E2-F4           |
| MEGURINE LUKA V4X | Soft         | Jazz, Pop, Dance, R&B                             | 50-170BPM         | E2-F4           |
| MEGURINE LUKA V4X | Soft EVEC    | Jazz, Pop, Dance, R&B                             | 50-170BPM         | E2-F4           |
| MEGURINE LUKA V4X | ENG Straight | Electrónica, Pop, Dance, R&B, Rap                 | 50-170BPM         | G#2-C4          |
| MEGURINE LUKA V4X | ENG Soft     | Electrónica, Pop, Dance, R&B, Rap                 | 50-170BPM         | G#2-C4          |

## Màrqueting
Tot i la inclusió d'Anglès, Megurine Luka no estava dirigit a una audiència mundial i va ser un producte dirigit als fabricants japonesos.

### Debut a Amèrica del Nord
Juntament amb el debut de Miku a EUA, altres piapros van fer el seu debut al seu costat. Megurine Luka aparèixer al costat de Miku al concert de Los Angeles. En 2016 estaran en ciutats de Canada i Mèxic.

### Megurine Luka 3D
Un paquet de dades 3D per al programari Shade 12 basic va ser anunciat com Megurine Luka 3D. El paquet està disponible en anglès. Un Blu-Ray amb el PV també es va fer la venda el 8 de juny de 2011, el video va ser creat per Ikeda. Aquest és el paquet únic a tot el paquet de programari 3D fins ara per Vocaloid, Inclou quatre jocs complets de roba, usada en conjunt posis i més.

### Figuretes
Luka té diverses figures basades en ella. Exclusivament figures van ser venudes durant l'esdeveniment 2009 del tresor festa de Megurine Luka.Durante les temporades de 2009 i 2010, ella va aparèixer en conjunts de Good Smile estatuetes de carreres. Una figureta especial de es va fer sobre la base del PV "Toeto".

### LincEnglish
LincEnglish està col·laborant per fer ús de Megurine Luka i Miku Hatsune per fer les seves voicebanks Anglès i s'utilitza per ensenyar als nens japonesos "Anglès". Les lliçons són "vinguda [sic] aviat", segons l'anunci.

## Esdeveniments

### Concerts
Megurine Luka ha aparegut en diferents concerts després de la seva publicació al mercat. El Primer A en el que va aparèixer va ser el "Miku no Hi Kanshasai 39 Donar Dia" el 09 de març de l'any 2010 on va interpretar les cançons Luka Luka ★ Night Fever, Hoshikuzu Utopia, Double Lariat, Just be friends, i Magnet, juntament amb Hatsune Miku. El Segon concert on va aparèixer va ser al Hatsune Miku Live Party 2011, interpretant les cançons de World's End Dancehall, Double Lariat, No Logic, RIP=RELEASE, Japanese Ninja Nº1! i Luka Luka★Night Fever.
Més tard el 2 de juliol de l'any 2011 al Mikunopolis a Los Angeles en solitari va interpretar Luka Luka★Night Fever, Just Be Friends i una versió en anglès de World's End Dancehall juntament amb Hatsune Miku. Aquest va ser el primer concert als Estats Units.
Altres concerts oficials on ha aparegut són: Hatsune Miku partit en viu 2011 (Mikupa) a Sapporo, Hatsune Miku Live Party 2011 (Mikupa) a Singapur, Hatsune Miku Live Party 2012 (Mikupa) a Tòquio, Hatsune Miku Live Party 2012 (Mikupa) A Hong Kong i Taiwan, Hatsune Miku Live Party 2013 (MikuPa) a Sapporo, Hatsune Miku Live Party 2013 (MikuPa) en Kansai, Hatsune Miku Magic Mirai 2013, Hatsune Miku EXPO 2014 a Indonèsia, Hatsune Miku Magic Mirai 2014, Hatsune Miku EXPO 2014 a Los Angeles i Nova York, Snow Miku LIVE! 2015 presenta Miku EXPO Live Set, Hatsune Miku EXPO 2015 a Xangai i Hatsune Miku Magic Mirai 2015.

## Ús
Fins ara a causa de la quantitat de paraules que pot pronunciar en ambdós idiomes no ha presentat problema en japonès, tal com els altres Vocaloids. Fins i tot, el seu anglès és més reduït que el dels Vocaloids netament anglesos, de manera que és difícil de manejar. Com Vocaloid bilingüe té una capacitat superior en el maneig de tots dos idiomes. No obstant això, una biblioteca de dades addicional de paraules en anglès per a la seva diccionari Anglès està disponible. El seu Voice Bank té la possibilitat de ser manejat en anglès, així com un normal Vocaloid Anglès, de manera que un usuari que pugui solucionar els problemes bàsics de la pronunciació en anglès, no tindran problemes per adaptar-la a cantar en altres idiomes. En general, Luka serveix per tancar la bretxa entre els dos idiomes i ha demostrat ser el seu atractiu com una Vocaloid. Ella serveix com una Vocaloid ideal per als usuaris de parla anglesa que planegen utilitzar Vocaloids japonès i viceversa per als usuaris que no estan tan acostumats a parlar anglès i la planificació sobre l'ús de Vocaloids en anglès.
Luka és un dels voicebanks mes suaus del Vocaloid2 i no és tan agitat o agut com els seus predecessors de la sèrie CV.
Ella al costat de Sonika aconsegueixen la més alta 2a nota aconseguida per un Vocaloid que és # D5 ,, el més alt és comú per Miku Hatsune i Prima al # E5.
Ella també és poc realista pel fet que pertany a la sèrie CV de Crypton. En general té menys versatilitat que els anteriors Vocaloids i la seva veu suau pot crear problemes amb la pronunciació i la claredat.

## Curiositats
- Alguns fans de Vocaloid comenten que canta millor que els Vocaloids anglesos. Tanmateix, com sol succeir amb això, els fans són sovint inconscients dels límits del seu diccionari Anglès en comparació amb Vocaloids només anglesos. Mentre que ella té de fet moltes cançons cantant a l'anglès, les diverses tècniques han hagut d'aplicar per aconseguir el mateix nivell d'èxit que una Vocaloid anglès és capaç d'arribar més fàcil.
- Segons el seu dissenyador de KEI, per la seva programa bilingüe, el seu disseny va ser fet per a ser asimètrica, de manera que des de diferents angles que es veuria diferent.
- El seu disseny incorpora instruments de vent. El ris d'or al pit de disseny imita instruments de vent i un òrgan circulatori. La joia al coll representa la humitat en l'aire i les gotes d'aigua.
- Segons dades proporcionades per creadors, la seva edat oficial és 20 anys, la seva altura és de 1,79 m i el seu pes és 60 kg.